# Plains (Texas)
Plains ist eine Stadt und die Kreisstadt des Yoakum County im Westen von Texas in den USA.

## Demografie
Das U.S. Census Bureau hat bei der Volkszählung 2020 eine Einwohnerzahl von 1.355 ermittelt.
| Jahr | Einwohner | %±     |
| ---- | --------- | ------ |
| 1960 | 1195      | —      |
| 1970 | 1087      | −9,0 % |
| 1980 | 1457      | 34,0 % |
| 1990 | 1422      | −2,4 % |
| 2000 | 1450      | 2,0 %  |
| 2010 | 1481      | 2,1 %  |
| 2020 | 1355      | −8,5 % |

## Geografie
Laut dem United States Census Bureau hat die Stadt eine Gesamtfläche von 2,6 km², wovon alles Land ist.

## Persönlichkeiten
- Bulldog Turner (1919–1998), US-amerikanischer American-Football-Spieler und -Trainer